# 第四代米爾福德黑文侯爵喬治·蒙巴頓
第四代米爾福德黑文侯爵喬治·伊瓦爾·路易斯·蒙巴頓，（英語：George Ivar Louis Mountbatten, 4th Marquess of Milford Haven，1961年6月6日—），出身蒙巴頓家族，是英国貴族和商人，1970年之前的头衔是梅迪纳伯爵（Earl of Medina）。他是第三代米爾福德黑文侯爵大衛·蒙巴頓与嘉内特·梅塞德斯·布瑞斯的长子，維多利亞女王次女愛麗絲公主的後代，他有一个弟弟伊瓦尔·蒙巴顿勋爵。
因祖母米爾福德黑文侯爵夫人娜傑達·蒙巴頓他是俄国作家普希金的直系后代，普希金的曾外祖父是彼得大帝非洲裔下属，前奴隶阿布拉姆·彼得羅維奇·加尼巴爾將軍。
他于1989年3月8日与萨拉·乔吉娜·沃尔克（生于1961年12月17日）结婚，1996年离婚。他们生育有两个孩子：
- 塔蒂亞娜·海倫·喬治亞·蒙巴頓女勳爵（生于1990年4月16日）
- 梅迪纳伯爵亨利·蒙巴顿（生于1991年10月19日）

1997年8月20日，他与克莱尔·哈斯蒂德·斯蒂尔再婚（生于1960年9月2日）。2000年，他创建了uSwitch网站，這是一個幫助消費者比較和更換各種服務供應商的網站。2006年3月以2亿1千万英镑（4亿美元）卖给美国传媒企业EW Scripps。

## 所用头衔
- 梅迪纳伯爵（1961-1970）
- 米尔福德-哈文侯爵（1970年至今）